# Aleiodes nocturnus
Aleiodes nocturnus är en stekelart som först beskrevs av Telenga 1941.  Aleiodes nocturnus ingår i släktet Aleiodes och familjen bracksteklar. Utöver nominatformen finns också underarten A. n. flavus.